# Melusine von der Schulenburg
Ehrengard Melusine hertogin von der Schulenburg (Emden, 25 december 1667 – 10 mei 1743) was de maîtresse van koning George I van Groot-Brittannië. Ze was suo jure hertogin van Kendal, hertogin van Munster en Reichsfürstin von Eberstein.
Ze was een dochter van Gustaaf Adolf von der Schulenburg en Petronella von Schenken. Ze behoort, net als haar broer, Johann-Matthias Reichsgraf von der Schulenburg, tot de 'XIVe generatie' van de Weiße Linie van het geslacht von der Schulenburg.
Melusine was een hofdame van Sophia van de Palts, erfgename van de Britse troon en vrouw van hertog Ernst August van Brunswijk-Lüneburg, die in 1692 keurvorst van Hannover werd. Zodoende leerde zij hun zoon prins George Lodewijk (troonopvolger van zowel Hannover als Groot-Brittannië) kennen en werden zij minnaars. Ze kregen samen zeker 3 kinderen:
- Anna Louise Sofia von der Schulenburg (1 januari 1692 – 2 januari 1773), gravin van Dölitz, in 1707 gehuwd met Ernst August von dem Bussche-Ippenburg (1681-1761)
- Petronilla Melusina von der Schulenburg (1 april 1693 – 16 september 1778), gravin van Walsingham, gehuwd met Philip Dormer Stanhope (22 september 1694 – 24 maart 1773), 4e graaf van Chesterfield
- Margarete Gertrud von der Schulenburg (Hannover ca 10 januari 1701 – Mannheim 8 april 1726), te Londen in 1721 gehuwd met graaf Albert Wolfgang van Schaumburg-Lippe (Bückeburg 27 april 1699 – aldaar 24 september 1748)

In 1698 werd George keurvorst van Hannover en in 1714 volgde hij koningin Anne op als koning van Groot-Brittannië. Melusine volgde hem en in 1716 benoemde hij haar tot hertogin van Munster, markgravin en gravin van Dungannon en barones Dundalk, in de peerage van Ierland. Vervolgens werd ze in 1719 benoemd tot hertogin van Kendal, gravin van Feversham en barones Glastonbury, in de peerage van Groot-Brittannië.
De koning was al in 1694 gescheiden van zijn vrouw Sofia Dorothea van Brunswijk-Lüneburg). Zeker nadat keizer Karel VI haar in 1723 beleende met de titel prinses van Eberstein, gingen er geruchten dat Melusine en de koning in het geheim gehuwd waren.  
Robert Walpole merkte over Melusine von der Schulenburg op: "As much the queen of England as anyone was". Hiermee verwees hij naar het feit dat zij beschouwd werd als dé regentes van het koninkrijk.
Als ze in Engeland was verbleef ze meestal op Kendal House in Isleworth (Middlesex).
Ze stierf in 1743 op 75-jarige leeftijd.